# Sur la terre des monstres disparus
Ne doit pas être confondu avec Sur la terre des géants, Sur la terre des dinosaures, Sur la terre de nos ancêtres ou L'Incroyable Aventure de Big Al.
Sur la terre des dinosaures Sur la terre des géants
Sur la terre des monstres disparus (Walking with Beasts en anglais, mais rebaptisé Walking with Prehistoric Beasts pour sa diffusion aux États-Unis) est un documentaire télévisé nippo-germano-britannique (2001), partiellement réalisé en images de synthèse. Deuxième série de Sur la terre de..., elle fait suite à la série documentaire Sur la terre des dinosaures.

## Développement
Il comprend six épisodes de 25 minutes consacrés à l'évolution des mammifères dans l'ère cénozoïque. Une version courte d'une heure et quarante-cinq minutes a été diffusée à la télévision.
Les scènes ont été tournées dans des décors réels (Afrique, Brésil, Canada, etc.), mais les protagonistes sont le plus souvent représentés en images de synthèse.
La voix française du narrateur est interprétée par Féodor Atkine (Kenneth Branagh dans la version originale). Toutefois, il existe une seconde version française, d'une durée de 1h30 à 1h40 environ, diffusée sur France 3 et commentée par André Dussollier (tout comme Sur la terre des géants).
Deux documentaires ont été réalisés parallèlement à Sur la terre des monstres disparus : Le triomphe des mammifères et Un singe pas comme les autres.

## Épisodes
| N° | #  | Titre                                       | Réalisation                         | Première diffusion                     |
| --- | -- | ------------------------------------------- | ----------------------------------- | -------------------------------------- |
| 01 | 01 | À l'Aube des temps nouveaux New Dawn        | Jasper James et Nigel Paterson (en) | Royaume-Uni : 15 novembre 2001 sur BBC |
| -49 millions d'années - Eocène inférieur - Allemagne (tourné à Java) Après la crise d'extinction du Crétacé où vivaient les derniers dinosaures, la vie est revenue sous la forme d'une forêt tropicale humide qui couvre tous les continents dont l'Europe. Les reptiles ne règnent plus sur Terre, et les mammifères se sont considérablement diversifiés. Mais ils ne sont pas les maîtres des terres émergées : des oiseaux géants occupent la place des superprédateurs, tel est le cas du Gastornis, volatile carnivore et aptère, de 170 centimètres de haut et pesant une demi-tonne. Les grands mammifères sont rares, à quelques exceptions près : un étrange carnivore de 3 mètres de long, Ambulocetus, domine la chaîne alimentaire des milieux aquatiques, chassant ses proies à l'affût dans l'eau peu profonde, à la manière des crocodiles. Cet animal bizarre est l'ancêtre des baleines. Les précurseurs d'autres lignées, souvent petits et modestes, peuplent aussi ces forêts : Godinotia, primates primitifs, et Propalaeotherium, ancêtres du cheval pas plus gros que des chats. D'autres espèces y vivent aussi, tel Leptictidium, animal insectivore muni d'une trompe et se déplaçant par bonds, et le petit carnivore Cynodictis. La plupart de ces petits animaux craignent les oiseaux géants, les Ambulocetus, très dangereux aux abords des points d'eau, mais aussi de redoutables insectes comme les fourmis, longues de 1 cm et vivant en innombrables colonies. Les périls ne viennent pas tous du monde animal : la région est le théâtre d'une intense activité sismique et volcanique, et, à la fin de l'épisode, l'explosion d'une bulle de gaz libère un nuage toxique qui anéantit une part de la faune de la forêt comme Ambulocetus. Espèces apparaissant dans l'épisode : - Leptictidium - Lesmesodon - Propalaeotherium - Godinotia - Ambulocetus - Gastornis - Titanomyrma - Didelphodon - Tyrannosaurus - Ankylosaurus - Thoracosaurus - des animaux de la faune actuelle sont aussi filmés : Tamandua, écureuil, gecko, serpent, crocodile, grenouille et insectes (libellule, Fourmis, grillon, scolyte). |    |                                             |                                     |                                        |
| 02 | 02 | Le Tueur des mers Whale Killer              | Jasper James et Nigel Paterson (en) | Royaume-Uni : 22 novembre 2001 sur BBC |
| -36 millions d'années - Eocène supérieur - Pakistan et Égypte (tourné en Floride) Le monde est devenu plus sec, la forêt a régressé au profit de la savane. De grands mammifères terrestres sont apparus : de lourds herbivores comme le brontothère Embolotherium, et de puissants ongulés artiodactyles comme Andrewsarchus (dont les plus proches parents sont les ruminants comme les vaches !). Les mers, et en particulier la Téthys, entre Eurasie et Afrique, sont le royaume de Basilosaurus, baleine carnivore de 15 mètres de long, descendante d'Ambulocetus. Pourtant, cette faune est menacée par un grand bouleversement climatique, causé par la glaciation de l'Antarctique, la première depuis des centaines de millions d'années, qui perturbe les courants marins et les pluies jusque sous les tropiques. Sur terre, les troupeaux d'herbivores connaissent la disette, et 'Andrewsarchus quitte les savanes, où le gibier se fait rare, pour descendre sur les côtes. En mer, les poissons se sont raréfiés eux aussi, poussant leurs prédateurs (comme Basilosaurus) à errer dans des lieux inhabituels. Au cours de cet épisode, l'on suivra le trajet d'une femelle de cette espèce ; enceinte d'un jeune, elle ne trouve pas de poisson en haute mer,donc va devoir supporter sa lourde faim, et recherchera de la nourriture jusque dans les vastes mangroves bordant la Téthys. Incapable de capturer les agiles singes Apidium, elle essaiera de capturer un Moeritherium, ancêtre de l'éléphant de la taille d'un porc, mais sans succès. La chasse sur le littoral s'avérant infructueuse, la femelle Basilosaurus retournera en haute mer, où elle finira par se nourrir de plusieurs Dorudon (petits cétacés) et mettra au monde son petit. Espèces apparaissant dans l'épisode : - Embolotherium (appelé "brontothère") - Andrewsarchus - Basilosaurus - Dorudon - Apidium - Moeritherium - Physogaleus - des représentants de la faune actuelle sont aussi filmés : tortue marine non identifiée, crabe violoniste, hareng. |    |                                             |                                     |                                        |
| 03 | 03 | Un monde de géants Land of Giants           | Jasper James et Nigel Paterson (en) | Royaume-Uni : 29 novembre 2001 sur BBC |
| -25 millions d'années - Oligocène supérieur - Mongolie (filmé au Mexique et en Arizona) L'Asie connaît un climat tropical, avec une alternance de saisons sèches et humides très accentuée. Pour faire face à ces conditions, les mammifères ont dû s'adapter et certains ont atteint des tailles gigantesques, comme Entélodonte, phacochère géant et particulièrement agressif, les Chalicothères et surtout Indricotherium, rhinocéros sans cornes, de 7 mètres de haut et pesant 15 tonnes. Leur taille leur permet de supporter de longues périodes de pénurie, alternant avec des saisons d'abondance. L'épisode raconte la jeunesse d'un de ces animaux, depuis sa mise bas jusqu'à son émancipation. Si les adultes sont particulièrement résistants, et ne connaissent aucun prédateur, ce n'est pas le cas des jeunes, pour qui les premières années d'existence sont très difficiles, car leur organisme exige une alimentation régulière et certains carnivores, comme Hyaenodon peuvent être tentés de les attaquer malgré la protection maternelle. Quant aux mâles adultes, ils présentent un réel danger pour les jeunes en période de rut, car ils peuvent les écraser en essayant de couvrir les femelles. Au bout de plusieurs années, le jeune finit par être chassé par sa mère et devient autonome ; encore petit par rapport aux adultes, il est pourtant déjà assez fort pour survivre aux prédateurs, et il met en fuite un Entélodonte dans la scène finale. Espèces apparaissant dans l'épisode: - Indricotherium - Entélodonte - Hyaenodon - Chalicotherium - Cynodictis (appelé "Chien-Ours") - des animaux de la faune actuelle sont aussi filmés: mouche |    |                                             |                                     |                                        |
| 04 | 04 | Lointains Ancêtres Next of Kin              | Jasper James et Nigel Paterson (en) | Royaume-Uni : 6 décembre 2001 sur BBC  |
| -3,2 millions d'années - Pliocène supérieur - Éthiopie (tourné en Afrique du Sud) Au-delà de la vallée du Rift en formation, l'Afrique de l'Est est devenue une savane.L'épisode raconte l'histoire d'un jeune australopithèque orphelin. Des primates hominidés primitifs, les Australopithèques, ont quitté la forêt, s'adaptant avec difficulté à leur nouvel environnement. Vivant en petits clans familiaux, et se nourrissant de fruits, de racines et parfois de charognes qu'ils disputent aux vautours, ils doivent supporter la prédation des grands carnivores (comme le félin à dents de sabre Dinofelis), contre lesquels les arbres clairsemés leur procurent un maigre refuge. Leur survie ne peut être assurée que par la vie en groupe, qui leur permet de mieux se défendre contre les prédateurs, et par les outils qu'ils commencent à inventer. Espèces apparaissant dans l'épisode: - Ancylotherium - Deinotherium - Dinofelis - Australopithecus - plusieurs représentants de la faune africaine actuelle sont aussi filmés: Phacochère, rhinocéros blanc, chacal à chabraque, vautours et une carcasse de zèbre. |    |                                             |                                     |                                        |
| 05 | 05 | Dents de sabre Sabre Tooth                  | Jasper James et Nigel Paterson (en) | Royaume-Uni : 13 décembre 2001 sur BBC |
| -1 million d'années - Pléistocène inférieur - Paraguay (tourné au Brésil) Les deux Amériques viennent de se réunir. L'Amérique du Sud était longtemps restée isolée des autres continents, une faune unique y a pris place, composée, entre autres, d'ongulés primitifs (Macrauchenia) de puissants et gigantesques xénarthres (Doedicurus, Megatherium dépassant la taille d'un éléphant) et d'oiseaux terrestres géants et carnivores (comme le Phorusrhacos). Ces animaux doivent désormais affronter la concurrence d'espèces venues du Nord, comme les grands félins. Parmi eux, le Smilodon, un « tigre à dents de sabre » (souvent surnommé "Dents de sabre" dans l'épisode) de 300 kg, vivant en groupes composés d'un mâle dominant, de plusieurs femelles et de leurs jeunes, est en passe de devenir le superprédateur de l'écosystème. Mais la vie d'une tribu n'est pourtant pas de tout repos : le mâle dominant est toujours menacé par des mâles plus jeunes, qui rôdent aux alentours de son territoire, et voudraient lui ravir sa place (et tuer sa progéniture), et les espèces dominantes d'hier (Megatherium, Phorusrhacos) n'entendent pas leur céder la place. Cependant, certains petits se font dévorer par les mâles rivaux. Espèces apparaissant dans l'épisode : - Smilodon - Megatherium - Doedicurus - Macrauchenia - Hippidion (montré mort) - Phorusrhacos - des animaux de la faune actuelle sont aussi filmés: mouche |    |                                             |                                     |                                        |
| 06 | 06 | Des mammouths et des hommes Mammoth Journey | Jasper James et Nigel Paterson (en) | Royaume-Uni : 20 décembre 2001 sur BBC |
| -30 000 ans - Pléistocène supérieur - Mer du Nord, Belgique, Alsace et Alpes (tourné au Yukon/Canada). La Terre est entrée dans une période glaciaire. La calotte polaire s'étend jusqu'à l'Europe centrale et le niveau de la mer est descendu de 120 mètres. En été, l'actuelle mer du Nord est une toundra, où beaucoup de grands herbivores se nourrissent : cerfs, bisons, antilopes, etc. et bien sûr les mammouths laineux. Ces animaux emblématiques du dernier âge glaciaire cohabitent avec les hommes de Cro-Magnon, qui utilisent leurs os comme combustible et leurs défenses pour construire leurs abris, mais les chassent assez peu, préférant s'attaquer à des proies de taille plus modeste (cerfs, chevaux...). Quand vient l'automne, les plaines du Nord deviennent très vite inhospitalières, et les mammouths descendent vers le Sud, accompagnés par les Homo sapiens. En Belgique, ils rencontreront mégalocéros et divers prédateurs, qui guettent les troupeaux dans les vallées et les montagnes : les loups, les lions des cavernes. En Alsace, ils rencontreront rhinocéros laineux, mais aussi des prédateurs ; les hommes de Néanderthal : ils sont plus robustes que les Homo sapiens, et, au contraire de ceux-ci, chassent fréquemment le mammouth. Les mammouths atteignent finalement les Alpes, où ils sont attaqués par des moustiques. Puis, ils repartent. Revenus en Alsace, ils tombent dans le piège des néanderthaliens et deux femelles (dont la matriarche) sont tuées par les néanderthaliens qui en les font tomber du bord des falaises grâce au feu qu'ils savent manier. L'homme de Néanderthal est pourtant au crépuscule de son existence, et son espèce s'éteindra quelque 2 000 ans plus tard. Les mammouths quant à eux survivront pendant 28 000 ans encore, lorsque le réchauffement du climat les aura repoussées jusqu'à leurs derniers refuges dans le Nord de la Sibérie. Quant à l'homo sapiens, il est à présent l'espèce de mammifère dominante sur Terre, et il a même construit des musées pour étudier la faune des temps passés. Mais son heure de gloire même n'est qu'une étape dans la longue histoire de l'évolution. Espèces apparaissant dans l'épisode : - Mammouth laineux - Rhinocéros laineux - Megaloceros - Lion des cavernes européen - Homo neanderthalensis - Homo sapiens - des représentants de la faune eurasienne actuelle sont aussi filmés: Bison d'Europe, saïga, cheval de Przewalski et loup gris, sans oublier les mouches, omniprésents en été. Des cris de grand corbeau accompagnent la bande sonore. |    |                                             |                                     |                                        |

## Distinction

### Récompense
- Emmy Awards 2002 : Meilleur programme d'animation